# أبو شادي الروبي
الدكتور أبو شادي عبد الحفيظ الروبي (5 مارس 1925 - 1997)، طبيب وأستاذ جامعي ومؤرخ علمي ومجمعي مصري. قال عنه محمود حافظ في حفل تأبينه: «قد بلغ شأوًا بعيدًا في ميدان الطب، وتألق بين أقرانه المعاصرين حتى غدا من أغزرهم علمًا، وأعمقهم أثرًا، ومن أرفعهم منزلًا وقدرًا؛ فإن نشاطه وفكره امتدا إلى آفاق رحبة من المعارف الإنسانية من أدب وثقافة وفلسفة وفن ولغة وتراث علمي عربي».

## مولده وأسرته
ولد أبو شادي الروبي في 5 مارس 1925 في حي القلعة بالقاهرة، وكان ولدًا وحيدًا بين ثلاث شقيقات أكبر منه. وكان جده محمد أبو شادي المحامي من رفاق سعد زغلول، أما خاله فهو الطبيب الشاعر أحمد زكي أبو شادي، الذي سمي أبو شادي الروبي بهذا الاسم تيمنًا باسمه.

## تدرجه التعليمي والعلمي
التحق الروبي بمدرسة الحلمية الابتدائية، ثم انتقل إلى مدرسة الحلمية الثانوية، فمدرسة بنباقادن الثانوية، وظهرت براعته في اللغتين العربية والإنجليزية، فحصل على جائزة الثقافة العامة في اللغة الإنجليزية وهو في الرابعة عشرة من عمره، وعلى جائزة الأدب التوجيهي في اللغة العربية لطلبة التوجيهية عام 1941، وكانت حول مسابقة في قراءة عشرة كتب لأدباء معاصرين منها «الأيام» لطه حسين، و«المنتخبات» للطفي السيد، و«وحي الرسالة» للزيات، و«فيض الخاطر» لأحمد أمين، و«تحرير المرأة» لقاسم أمين، و«أهل الكهف» لتوفيق الحكيم، وديوان إسماعيل صبري.
حصل الروبي على التوجيهية سنة 1941، وكان ترتيبه الخامس على القطر المصري.
التحق الروبي بكلية العلوم بجامعة فؤاد الأول (جامعة القاهرة حاليًا) ونال بكالوريوس العلوم في الكيمياء وعلم الأحياء عام 1946، ثم انتقل إلى كلية الطب وتخرج فيها عام 1950، وحصل على دبلوم طب المناطق الحارة عام 1952، ثم دبلوم الأمراض الباطنة عام 1953، فالدكتوراه عام 1955، وعين مدرسًا بكلية الطب عام 1956، ثم واصل دراسات ما بعد الدكتوراه في أمراض الجهاز الهضمي عامي 1959 و1960 في بريطانيا، ثم في النظائر المشعة بالقاهرة سنة 1964، والمناعة ببيروت عام 1966، ومناظير الألياف الزجاجية الضوئية في طوكيو عام 1968، والوسائل الحديثة في تشخيص وعلاج أمراض الجهاز الهضمي في بريستول عام 1974، والمناهج الفعالة في التعليم العالي في إكستر عام 1983.
نشر الروبي أكثر من 80 بحثًا علميًا في مجالات الطب الباطني، وبخاصة في أمراض المناطق الحارة والحميات، وأمراض الجهاز الهضمي والكبد.

## تدرجه الوظيفي
تدرج الروبي من طبيب امتياز إلى طبيب مقيم فمدرس فأستاذ مساعد فأستاذ، وشغل منصب رئيس قسم الأمراض الباطنة الخاصة بكلية الطب حتى عام 1985، كما عمل أخصائيًا بمستشفى الحميات بوزارة الصحة، وقام بتدريس تاريخ الطب لطلبة كليات الطب بجامعات القاهرة وأسيوط وقناة السويس، وعندما بلغ السن القانونية، صار أستاذًا متفرغًا بدءًا من عام 1986.

## عضوية الجمعيات العلمية المتخصصة
- كان نائبًا لرئيس الجمعية المصرية للكبد ومحررًا لمجلتها
- عضو مجلس إدارة الجمعية المصرية للطفيليات وأمراض المناطق الحارة
- عضو مجلس إدارة معهد أبحاث المناطق الحارة
- عضو مجلس إدارة معهد تيودور بلهارس
- عضو الجمعية المصرية لتاريخ الطب والعلوم الطبية
- عضو مجلس البحوث الطبية بأكاديمية البحث العلمي والتكنولوجيا
- مستشار وزارة الصحة في طب المناطق الحارة
- مستشار وحدة الأبحاث الأمريكية (نامرو 3) في الحميات

## من مؤلفاته
- كتاب في طب المناطق الحارة والأمراض المعدية
- الموجز في تاريخ الطب والصيدلة عند العرب
- محاضرات في تاريخ الطب العربي (يضم 11 محاضرة عن تاريخ الطب العربي ألقيت في مناسبات مختلفة)

## حبه للغة العربية والأدب
كان الروبي محبًا للغة العربية منذ طفولته، وقد نال جائزة الأدب لطلبة التوجيهية سنة 1941، وامتحنه في المسابقة الدكتور طه حسين وعلي الجارم، وعين محررًا بالقطعة في جريدة أخبار اليوم في أوائل الأربعينيات، وقال له كامل الشناوي: دع الطب واشتغل بالأدب والصحافة، وقد صار فيما بعد ـ بترشيح من الدكتور محمد كامل حسين ـ خبيرًا بلجنة المصطلحات الطبية بمجمع اللغة العربية بالقاهرة منذ عام 1972، ثم صار عضوًا بالمجمع عام 1987.

## الجوائز والتكريم
- جائزة مايلز لامبسون في اللغة الإنجليزية لطلبة الثقافة (1940)
- جائزة الجمعية المصرية للجهاز الهضمي في استخدام المناظير (1974)
- وسام العلوم والفنون من الطبقة الأولى (1985)
- ميدالية وشهادة تقدير من وزارة الصحة (1986)
- درع نقابة الأطباء (1986)
- جائزة الدولة التقديرية في العلوم الطبية (1993)